# Гравіна (острів)
Гравіна (англ. Gravina Island) — острів у складі архіпелагу Олександра, штат Аляска, США.

## Географія
Розміри острова складають 34 на 15 кілометрів, площа — 246 км². За переписом населення 2000 року на острові проживали 50 осіб. Відстань до найближчих сусідів:
- до острова Ревільягіхедо (на північному сході) — близько 300 метрів;
- до острова Аннетт (англ. Annette Island) (на сході) — близько 2,2 кілометра.

У північній частині острова розташований аеропорт Кетчікан.

## Флора й фауна
На острові Гравіна зустрічаються різноманітні дикі тварини та рослинність, включаючи диз'юнктивну популяцію підвиду тритонів Taricha granulosa mazamae, виду Taricha granulosa.

## Історія
Острів був відкритий іспанським мореплавцем Хасінто Кааманьо (Jacinto Caamaño) в 1792 році; він дав назву «Гравіна» групі островів на честь Федеріко Гравіни, іспанського адмірала часів Наполеонівських війн, учасника Трафальгарської битви. А в наступному році англійський мореплавець Джордж Ванкувер застосував цю назву щодо єдиного острова, закріпивши її.

## Факти
У 2002 році було запропоновано, щоб комерційна в'язнична корпорація Cornell Corrections будувала в'язницю на острові. Щоб з'єднати острів з Кетчіканом, спочатку планувалося, що федеральний уряд витратить 175 мільйонів доларів на будівництво мосту до острова, а ще 75 мільйонів доларів на підключення його до електромережі. Асамблея округу Кетчикан відхилила цю пропозицію, коли адміністрація губернатора Тоні Ноулса також висловилася проти цієї ідеї. Врешті-решт, плани корпорації призвели до широкомасштабного зондування політичної корупції на Алясці, яке врешті-решт стало вироком для сенатора Теда Стівенса. Ідея будівництва моста залишилася. Передбачалося виділення 223 мільйонів доларів на будівництво мосту між островом Гравіна та містом Кетчикан на острові Ревільягіхедо. Цей міст, який критики прозвали «Мостом у нікуди», мав на меті замінити автопором, який наразі є єдиним сполученням між Кетчіканом та його аеропортом. Незважаючи на скасування будівництва мосту, губернатор Сара Пейлін витратила 26 мільйонів доларів на фінансування запланованої під'їзної дороги на острові, яка зрештою нікуди не дійшла.